# Qocalı
Qocalı è un comune dell'Azerbaigian situato nel distretto di Kürdəmir.